# Demerara (kolonija)
Demerara (nizozemsko Demerary,[ˌdeːməˈraːri]) je zgodovinska regija v Gvajanah, na severni obali Južne Amerike, zdaj del države Gvajana. Med letoma 1745 in 1792 je bila kolonija Nizozemske zahodnoindijske družbe in od leta 1792 do 1815 kolonija Nizozemske države. Leta 1812 so jo prevzeli Britanci in združili z Esekvibom. Uradno je postala britanska kolonija leta 1815, dokler se Demerara-Esekvibo ni leta 1831 združil z Berbisem v kolonijo Britansko Gvajano. Leta 1838 je do leta 1958 postala okrožje Britanske Gvajane. Leta 1966 se je Britanska Gvajana osamosvojila kot Gvajana, leta 1970 pa je postala republika kot Kooperativna republika Gvajana. Nahaja se  okoli spodnjega toka reke Demerara, njeno glavno naselje pa je bil Georgetown.
Ime "Demerara" izhaja iz različice aravaške besede "Immenary" ali "Dumaruni", kar pomeni "reka črkovnega lesa " (les drevesa Brosimum guianense ).  Sladkor Demerara je tako imenovan, ker je izviral iz polj sladkornega trsa v koloniji Demerara.

## Zgodovina
Demerara je bila prvič omenjena leta 1691 kot trgovska postaja. 18. oktobra 1745 je bila Demerara ustanovljena kot ločena kolonija, čeprav se je nahajala na nenaseljenem delu Esekviba, ker so se tam želeli naseliti ljudje iz province Holandije, Esekvibo pa je bil del Zeelandije. V ustanovnih dokumentih je bilo omenjeno, da morajo kolonisti živeti v miru z indijanskim prebivalstvom in spoštovati njihova ozemlja, ker so se skupaj s kolonijo Esekvibo borili proti francoskim zasebnikom in jih pomagali pregnati. Ameriški Indijanci so veljali za svobodne ljudi in jih niso smeli zasužnjiti.
Prvi plantažer je bil Andries Pieterse, ki je že imel plantažo v Esekvibu. Pol leta kasneje je bilo 18 velikih plantaž sladkorja in 50 manjših plantaž. Kolonijo je sprva iz Utrdbet Zeelandije upravljal Laurens Storm van s Gravesande, guverner Esekviba. Leta 1750 je svojega sina Jonathana imenoval za poveljnika Demerare.
Demerara je hitro rasla in privabila številne angleške plantažerje. Nizozemska zahodnoindijska družba, ki je imela monopol nad trgovino s sužnji, jih ni mogla dobaviti, kar je povzročilo nezakonito tihotapljenje iz angleških kolonij.
Leta 1755 je Gedney Clarke, barbadoški trgovec in lastnik plantaž, zahteval politično zastopstvo, zato je bila uprava prestavljena na otok Borsselen, 32 km navzgor blizu plantaže Soesdyke, ki je bila v lasti poveljnika Demerare. Odločitev je bila kritizirana, ker je bilo otok težko braniti,  plantažerji pa so začeli graditi hiše okoli stražarske postaje blizu izliva reke. To naselje je kasneje postalo znano kot Stabroek in leta 1782 glavno mesto kolonije. Mesto se je leta 1812 preimenovalo v Georgetown.
Leta 1763 je v sosednji koloniji Berbis prišlo do upora sužnjev. Guverner van 's Gravesande je sklenil zavezništvo z indijanskimi plemeni Aravak, Kalina, Varao in Akavajo,  in preprečil, da bi se upor razširil na Demeraro in Esekibo. 50 vojakov iz Demarare je bilo poslanih v Berbis kot pomoč. Upori sužnjev so bili vir zaskrbljenosti: v pismu Frideriku Velikemu, pruskemu kralju iz leta 1767, katerega namen je bil promovirati kolonijo za nemške plantažerje, je bila dodana zahteva za 100 vojakov.
Leta 1780 je bilo v Demerari skoraj 200 plantaž v primerjavi s 129 v Esekvibu. Demerara je postala uspešnejša kolonija od Esekiba.  Tekmovanje med kolonijami je povzročilo ustanovitev združenega policijskega sodišča v Utrdbi Zeelandiji. Večina belega prebivalstva kolonije so bili angleški  in škotski  plantažerji.

### Osvajanje in ponovno osvajanje
Leta 1781 je ameriška revolucija spodbudila Nizozemsko republiko, da se je pridružila Bourbonski strani proti Britancem, velika flota pod poveljstvom admirala lorda Rodneyja je bila poslana v Zahodno Indijo in po nekaj posegih na Karibskih otokih je bila izločena eskadrilja, katere namen je bil zavzeti koloniji Esekibo in Demeraro, kar je tudi bilo doseženo brez boja.  Prejšnje leto je kolonija pridelala 10.000 funtov sladkorja, 5.000.000 funtov kave in 800.000 funtov bombaža.
Leta 1782 so Francozi prevzeli celotno nizozemsko naselbino in prisilili gevernerja Roberta Kingstona, da se je predal. Mnenja nizozemskih časopisov so bila različna. Leeuwarder Courant je to označil za izgubo našega Demerarija,  medtem ko je Hollandsche historische courant to opisal kot prijetno ponovno osvajanje. Pariški mir, ki se je zgodil leta 1783, je ta ozemlja vrnil Nizozemcem.
Britanci so leta 1796 ponovno zavzeli Demeraro, Esekibo in Berbis. S kolonijo je bil sklenjen dogovor: vsi zakoni in običaji so lahko ostali, državljani pa so bili enakovredni britanskim podanikom. Vsak vladni uradnik, ki je prisegel zvestobo britanski kroni, je lahko ostal na funkciji. Kolonijo so vrnili Nizozemcem leta 1802 v skladu s pogoji Amienskega miru, vendar so jo leto kasneje ponovno prevzeli pod nadzor.
28. aprila 1812 so Britanci združili koloniji Demerara in Esekibo v kolonijo Demerara-Esekibo. 13. avgusta 1814 sta bili prepuščeni Veliki Britaniji. 20. novembra 1815 je Nizozemska ratificirala sporazum. 

### Upor sužnjev
Veliki upori sužnjev so izbruhnili v Zahodni Demerari leta 1795 in na vzhodni obali Demerare leta 1823. Čeprav so bili ti upori zlahka in krvavo zatrti, so po mnenju Winstona McGowana morda dolgoročno vplivali na odpravo suženjstva.

### Razpustitev
21. julija 1831 se je Demerara-Esekibo združil z Berbisem v Britansko Gvajano, zdaj Gvajana. Leta 1838 je Demerara postala eno od treh okrožij Gvajane, drugi dve sta bili Berbis in Esekibo. Leta 1958 je bilo okrožje ukinjeno, ko je bila Gvajana razdeljena na okrožja. Zgodovinska Demerara je bila razdeljena leta 1958  in je del gvajanskih upravnih regij Demerara-Mahaica, Essequibo Islands-West Demerara in Upper Demerara-Berbice.

### Poveljniki Demerare
- Jonathan Samuel Storm van's Gravesande (†1761) (1750–1761) [38]
- Laurens Lodewijk van Bercheijk (†1765) (1761–1765)
- Jan Cornelis van den Heuvel (1765–1770)
- Paulus van Schuylenburgh (1772–1781)
- Antony Beaujon (22. april 1796 – 27. marec 1802)

### Guvernerji Demerare
- Robert Kingston (27. februar 1781 – 1782)
- Louis Antoine Dazemard de Lusignan (1782)
- Armand Guy Simon de Coëtnempren, grof de Kersaint (*1742 – †1793) (1782)
- Georges Manganon de la Perrière (1783–1784)